# 薩埃蒂亞島

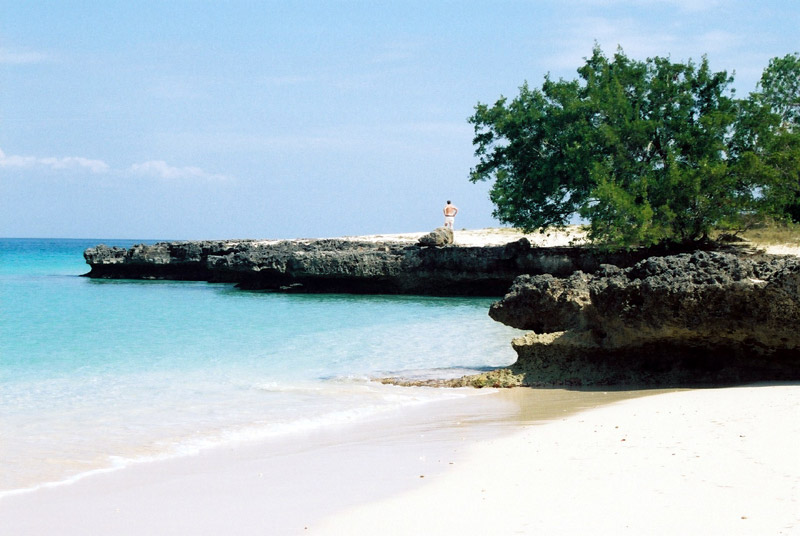

薩埃蒂亞島是古巴的島嶼，位於該國東部大西洋海域，由奧爾金省負責管轄，距離首府奧爾金120公里，長11.7公里、寬6公里，面積42平方公里。

## 外部連結
- Grupo de Turismo Gaviota, S.A.
- Parque Cayo Saetía

20°46′N 75°31′W / 20.767°N 75.517°W